# 丁香茄
丁香茄是旋花科番薯属的植物，又名天茄儿、天茄子。分布在热带非洲、墨西哥、菲律宾、越南、印度、日本、缅甸、南美洲、锡金以及中国大陆的河南、湖南、云南、湖北等地，生长于海拔580米至1,200米的地区，多生在灌丛中以及河漫滩干坝。

## 延伸阅读
[在维基数据编辑]
 《植物名實圖考·天茄子》，出自吳其濬《植物名實圖考》